# Ofensiva de Ièlnia
L'Ofensiva de Ièlnia de l'Exèrcit Roig (30 d'agost de 1941 – 8 de setembre de 1941) va ser part de la Batalla de Smolensk durant la Gran Guerra Patriòtica.

## Rerefons
La ciutat de Yelnya estava situada a 82 km al sud-est de Smolensk situat a prop d'altures considerades estratègiques pel general Heinz Guderian, comandant del 2n Grup Panzer, com a trampolí per a futures operacions ofensives cap a Moscou. El 2n Grup Panzer va prendre les altures el 19 de juliol de 1941, però es va quedar sense combustible i gairebé sense municions. Els flancs estesos del cap de pont van ser objecte de freqüents contraatacs de l'Exèrcit Roig mentre el Grup d'Exèrcits Centre va aturar les operacions a finals de juliol per descansar i reequipar-se.
L'1 d'agost, l'Stavka (Alt Comandament Soviètic) va autoritzar la formació del Front de Reserva, liderat pel mariscal Georgi Jhukov, amb diversos exèrcits nous sota el seu comandament. Aquestes formacions estaven generalment mal entrenades i tenien pocs tancs i peces d'artilleria. Dos dels nous exèrcits —el 24è Exèrcit sota el comandament del general de divisió Konstantin Rakutin i el 43è Exèrcit sota el comandament del tinent general Pavel Kurochkin— havien de donar suport al Front Occidental sota el comandament de Semion Timoixenko. Les dues formacions havien de destruir les forces alemanyes a Yelnya i avançar a través del riu Desna per recuperar Roslavl, que havia estat perduda pel 2n Grup Panzer a principis d'agost.
Les forces alemanyes inicialment ubicades al sortint eren la 10a Divisió Panzer, la Divisió Waffen-SS Das Reich i la 268a Divisió d'Infanteria, entre d'altres. Aquestes divisions van ser substituïdes per les divisions d'infanteria 137a, 78a i 292a, a més de la 268a, uns 70.000 soldats en total amb unes 500 peces d'artilleria i 40 StuG III del 202è Batalló de Canons d'Assalt, els tres últims formant part del XX Cos d'Exèrcit alemany. La base nord del sortint estava en mans de la 15a Divisió d'Infanteria, mentre que la base sud estava en mans de la 7a Divisió d'Infanteria.

## Batalla
La primera fase de l'operació va començar al final de la primera setmana d'agost; l'atac inicial va ser un fracàs i es va suspendre en 48 hores. No obstant això, les operacions ofensives soviètiques van continuar fins al 20 d'agost i després es van reprendre el 30 d'agost, conjuntament amb les operacions del Front Occidental i del Front de Briansk sota el comandament del general Andrey Yeryomenko.
La intenció de l'ofensiva del 30 d'agost era assaltar les bases del sortint, amb la 102a Divisió de Tancs i la 303a Divisió de Fusellers formant el front exterior de l'encerclament, mentre que les Divisions de Fusellers 107a i 100a de la pinça nord i la 106a Divisió Motoritzada de la pinça sud formaven el front interior de l'encerclament. Donant suport a la 106a al sud hi havia la 303a Divisió de Fusellers. Contenint el sortint al sector central (est) de l'ofensiva hi havia la 19a Divisió de Fusellers i la 309a Divisió de Fusellers. La 103a Divisió Motoritzada i la 120a Divisió de Fusellers es van desplegar als costats nord i sud del sortint en posicions de camp fortificades per tallar les rutes d'escapament de les divisions alemanyes. Al 24è Exèrcit només se li van assignar 20 avions per al reconeixement i la correcció del foc d'artilleria per a l'operació, sense suport de caces ni d'atac.
L'ofensiva va ser contra el sortint semi-circular de Iélnia, on la Wehrmacht havia establert posicions a 50 km a l'est de Smolensk, formant una base de llançament per un atac contra Moscou. El 26 d'agost, la Stavka ordenà al 24è Exèrcit, comandat pel Major General Konstantin Rakutin, que comencés una ofensiva contra el sortint pel 30. El 3 de setembre, sota l'amenaça de quedar encerclats, els alemanys van començar a retirar-se del sortint mentre que mantenien la resistència als flancs. El 6 de setembre, Yelnia va ser reconquerida. L'ofensiva soviètica contribuí fins al 8 de setembre, quan s'aturà davant la nova línia defensiva alemanya.Tot i que fonts soviètiques van afirmar que les forces alemanyes van ser destruïdes al sortint, la majoria van poder retirar-se. No obstant això, els combats de l'agost i el setembre havien causat 23.000 baixes al XX Cos d'Exèrcit i el 4t Exèrcit no va poder recuperar-se'n durant la resta de l'any.
Aquest va ser el revers més substancial que patí la Wehrmacht fins a la data, així com la primera operació ofensiva soviètica planejada i que obtingués l'èxit en la Guerra Germano-Soviètica. Les pèrdues alemanyes a l'operació van ser de 45.000 morts. El General Rakutin caigué durant la batalla juntament amb un nombre extremadament alt dels seus homes.
L'Ofensiva de Yelnya també s'associa amb la creació de les unitats d'elit de la Guàrdia Russa.

## Conseqüències
El corresponsal de guerra britànic Alexander Werth va descriure la seva visita a la zona de Yelnya després de la seva reconquesta al seu llibre de 1964 Rússia a la guerra 1941–1945. La ciutat de 15.000 habitants havia estat completament destruïda, i gairebé tots els homes i dones aptes havien estat formats en batallons de treballs forçats i conduïts a la rereguarda alemanya. Només uns pocs centenars de persones grans i nens van poder quedar-se a la ciutat. Els testimonis van descriure a Werth com, la nit abans que la Wehrmacht marxés de la ciutat, havien estat tancats a l'església i havien observat soldats alemanys saquejant cases i incendiant sistemàticament cadascuna. Van ser alliberats per l'avanç de l'Exèrcit Roig. Werth va descriure el camp del "sortint de Yelnya" (territori que havia estat en mans de la Wehrmacht) com a "completament devastat", amb "tots els pobles i totes les ciutats destruïts, i els pocs civils supervivents vivint en soterranis i refugis".
Les pèrdues de la Wehrmacht van incloure 23.000 baixes del XX Cos d'Exèrcit durant el període comprès entre el 8 d'agost i el 8 de setembre. Les pèrdues de l'Exèrcit Roig durant el període comprès entre el 30 d'agost i el 8 de setembre s'estimen en un total de 31.853 baixes. L'historiador David Glantz afirma que, tot i que l'ofensiva va aconseguir el seu objectiu estratègic, l'operació va costar al 24è Exèrcit gairebé el 40% de la seva força operativa. Això, combinat amb altres ofensives fallides de l'Exèrcit Roig a la zona de Smolensk, va frenar temporalment l'impuls alemany, però va debilitar seriosament les formacions de l'Exèrcit Roig que defensaven els accessos a Moscou . En una conferència al Centre de Patrimoni i Educació de l'Exèrcit dels Estats Units, Glantz va afirmar que, en el període previ a la batalla de Moscou, la Wehrmacht no hauria fet ni de bon tros tants progressos si la Stavka no hagués patit pèrdues en contraofensives fallides a l'est de Smolensk.  Al mateix temps, a l'edició del 2015 de When Titans Clashed: How the Red Army Stopped Hitler (coescrit per Glantz i Jonathan House), els autors afirmen que, si bé "les pèrdues del Front Occidental van minar la seva capacitat per contenir una futura ofensiva alemanya (...), el dany que va causar al grup d'exèrcits de Bock [va contribuir al posterior] col·lapse alemany a les portes de Moscou".

## Creació de les Guàrdies
L'ofensiva de Yelnya s'associa amb la creació de les unitats d'elit de la Guàrdia a l'Exèrcit Roig quan la 100a Divisió de Fusellers i la 127a Divisió de Fusellers van ser rebatejades com a 1a Divisió de Fusellers de la Guàrdia i 2a Divisió de Fusellers de la Guàrdia. El 26 de setembre de 1941, la 107a Divisió de Fusellers i la 120a Divisió de Fusellers també van ser rebatejades com a 5a Divisió de Fusellers de la Guàrdia i 6a Divisió de Fusellers de la Guàrdia.